# Pınar Öğrenci
Pınar Öğrenci, née en 1973 à Van (Turquie), est une artiste, vidéaste. Son travail s'inscrit dans une perspective féministe et décoloniale. Elle vit à Berlin.

## Biographie
Pınar Öğrenci a une formation en architecture. Elle s'intéresse aux traces matérielles dans l'espace lié aux déplacements forcés des populations. Son travail s'inscrit dans une perspective féministe et décoloniale. Pour cela, elle s'appuie sur la recherche en sciences sociales, en sciences politiques et en histoire.
En 2017, sa première exposition a lieu à Vienne au KunstHausWien. Elle a suivi Ahmed Obaid Shaqaqi, musicien irakien de oud, dans sa demande d'asile.
En 2021, elle réalise le film Gurbet is a home, now. Il s'agit d'une enquête sur les politiques discriminatoires de la ville de Berlin, dans le quartier de Kreuzberg.
En 2022, elle réalise le film Aşît pour la Documenta. Elle filme la population dans la région natale de son père, dans la région de Van, proche de la frontière entre la Turquie et l'Iran. Avant 1915, la population était arménienne, arabe, kurde ou perse. En 2022, la population est en grande majorité kurde. Ce film montre les stratégies de la population pour échapper à l'oppression turque.

## Films
- Resisting Forest, 37 min, 2019[6]
- Gurbet is a home, now, 63 min, 2021
- Inventory, 2021
- Glück auf in Deutschland, 44 min, 2024
- Aşît, 60 min, 22 min, 2022

## Expositions
- A Gentle Breeze Passed Over Us, Kunst Haus-Hundertwasser Museum, Vienne, 2017[7]
- A New Year's Eve, Times Art Center Berlin, 2021
- Aşît, film 60 minutes, Documenta, Kassel, 2022
- Im IBB-Videoraum, Berlinische Galerie, Berlin, 2023[8]
- Glück auf in Deutschland, Galerie Tanja Wagner, Berlin, 2024

## Prix et distinctions
- prix spécial du jury, pour le film Gurbet is now a home,  Festival du film documentaire, Istanbul, 2021
- prix Villa Romana, 2023